# Open de Lyon Challenger 2022
L'Open de Lyon Challenger 2022 è stato un torneo maschile di tennis professionistico. È stata la 6ª edizione del torneo, facente parte della categoria Challenger 100 nell'ambito dell'ATP Challenger Tour 2022, con un montepremi di 90 280 €. Si è svolto dal 6 al 12 giugno 2022 sui campi in terra rossa del Tennis Club de Lyon di Lione, in Francia.

## Partecipanti

### Teste di serie
| Nazionalità | Giocatore                  | Ranking* | Testa di serie |
| ----------- | -------------------------- | -------- | -------------- |
| Argentina   | Federico Coria             | 54       | 1              |
| Francia     | Richard Gasquet            | 70       | 2              |
| Bolivia     | Hugo Dellien               | 90       | 3              |
| Spagna      | Pablo Andújar              | 98       | 4              |
| Portogallo  | Nuno Borges                | 134      | 5              |
| Cile        | Marcelo Tomás Barrios Vera | 137      | 6              |
| Francia     | Corentin Moutet            | 138      | 7              |
| Francia     | Manuel Guinard             | 145      | 8              |

* Ranking al 23 maggio 2022.

### Altri partecipanti
I seguenti giocatori hanno ricevuto una wild card per il tabellone principale:
- Ugo Blanchet
- Kyrian Jacquet
- Luca Van Assche

Il seguente giocatore è entrato in tabellone come special exempt:
- Marcelo Tomás Barrios Vera

I seguenti giocatori sono passati dalle qualificazioni:
- Gabriel Décamps
- Ivan Gakhov
- Kimmer Coppejans
- Aleksej Vatutin
- Arthur Fils
- Shang Juncheng

I seguenti giocatori sono entrati in tabellone come lucky loser:
- Maxime Janvier
- Juan Bautista Torres

## Campioni

### Singolare
Corentin Moutet ha sconfitto in finale  Pedro Cachín con il punteggio di 6–4, 6–4.

### Doppio
Romain Arneodo /  Jonathan Eysseric hanno sconfitto in finale  Sander Arends /  David Pel con il punteggio di 7–5, 4–6, [10–4].